# فولکس‌واگن فائتون
فولکس‌واگن فائتون (به آلمانی: Volkswagen Phaeton) خودرویی است که از سال ۲۰۰۲ تا کنون در درسدن و آلمان تولید می‌شود. طراحی آن موتور جلو و خودرو چهار چرخ محرک بوده طول آن در حالت طبیعی ۵٬۰۵۵ میلیمتر (۱۹۹٫۰ اینچ) و عرض آن در حالت طبیعی ۱٬۹۰۳ میلیمتر (۷۴٫۹ اینچ) است. سیستم جعبه‌دندهٔ آن ۶ دنده به صورت اتوماتیک  است.